# Naklo (Peć)
Pour les articles homonymes, voir Naklo.
Nakëll en albanais et Naklo en serbe latin (en serbe cyrillique : Накло) est une localité du Kosovo située dans la commune/municipalité de Pejë/Peć et dans le district de Pejë/Peć. Selon le recensement kosovar de 2011, elle compte 574 habitants.
En 2011, le village de Čungur, qui jusqu'alors constituait une localité à part entière, a été recensé avec Nakëll/Naklo.
Le village est également connu sous le nom albanais de Nakllë.

## Démographie

### Évolution historique de la population dans la localité
| 1948 | 1953 | 1961 | 1971 | 1981 | 1991 | 2011 |
| ---- | ---- | ---- | ---- | ---- | ---- | ---- |
| 232  | 271  | 326  | 465  | 595  | 698  | 574  |

|  |

### Répartition de la population par nationalités (2011)
En 2011, les Albanais représentaient 89,55 % de la population et les Égyptiens 9,93 %.